# Alexandra Hampton
Alexandra Hampton ist eine Musikerin, Komponistin und Produzentin aus den Vereinigten Staaten. Ihr Musikstil bewegt sich zwischen  Lounge, Downbeat, Trip-Hop und Nu-Jazz.

## Geschichte
Alexandra Hampton wuchs in New Jersey auf. 2009 machte sie ihren Bachelor-Abschluss in Komposition und Produktion am Berklee College Of Music in Boston. In diesem Jahr begann sie auch, ihre Musik zu produzieren und bei diversen Labels zu veröffentlichen. Daneben komponiert Alexandra Hampton Musik für TV-Produktionen, u. a. für ABC, NBC, VH1, die auch in renommierten Sendungen wie 20/20, Primetime und Good Morning America ausgestrahlt wurde.
Nachdem Alexandra Hampton ihre ersten Produktionen auf Kompilationen des deutschen Labels Lemongrassmusic veröffentlicht hatte, erschien im März 2011 die EP Soft Metro auf dem New Yorker Label Vibe Boutique. Im Januar 2012 erschien ihr erster Longplayer Origin unter dem Pseudonym Aandra auf dem deutschen Label 4MPO.

## Diskografie

### Studioalben
- 2012: Origin (4MPO)

### EPs
- 2011: Soft Metro (Vibe Boutique)